# Yeshwant Rao Holkar II

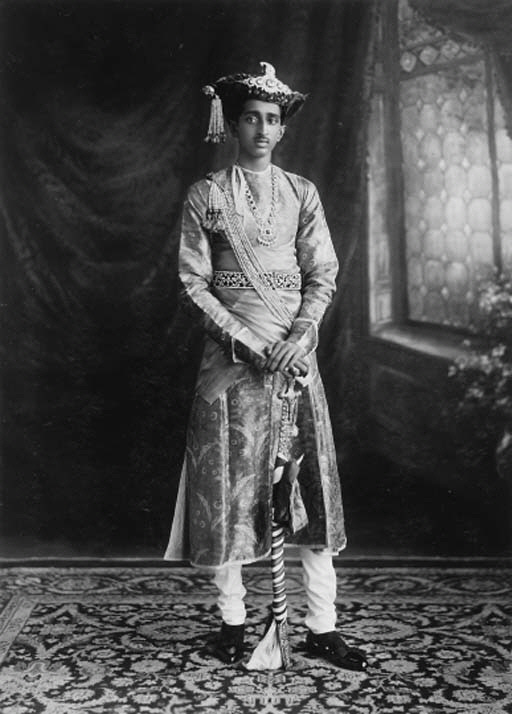
Yeshwant Rao Holkar II in 1930

Maharajadhiraj Raj Rajeshwar Sawai Shri Yeshwant Rao II Holkar XIV Bahadur (Indore, 1908 - Bombay, 1961) was de laatste Maharadja van Indore.

## Levensloop
Yeshwant Rao Holkar II was de oudste zoon van Maharadja Tukoji Rao Holkar III van Indore van de Holkardynastie. Al op jonge leeftijd werd de kroonprins naar Engeland gestuurd voor een Britse opleiding. Na een private primary school volgde de prestigieuze public school Charterhouse en daarna de universiteit van Oxford. De Belg Marcel Hardy werd aangesteld om de kroonprins te begeleiden bij zijn opleiding. Die laatste interesseerde zich ook in sport, en was een goed tennisser en schutter. Hij sprak vlot Hindi, Marathi, Engels en Frans.
In 1924 werd hij uitgehuwelijkt aan Saniogyta Bai, die op dat moment maar negen jaar oud was. Op 21 februari 1926 werd Yeshwant Rao Holkar II de nieuwe Maharaja van Indore, nadat zijn vader moest aftreden na een schandaal en zich terugtrok in Frankrijk op het kasteel van Hennemont in Saint-Germain-en-Laye.
Datzelfde jaar leerde de nieuwe Maharadja Henri-Pierre Roché kennen, die optrad als tussenpersoon tussen Parijse kunstenaars als Duchamp, Brâncusi, Picabia en Man Ray en rijke mecenassen. Roché stelde hem voor aan kunstschilder Boutet de Monvel, die tweemaal zijn portret zou schilderen (in 1929 in rokkostuum en in 1933 in traditionele klederdracht). Begin jaren dertig verbleef de Maharadja het merendeel van de tijd in Frankrijk en was er een societyfiguur. Hij bezat huizen in Villefranche-sur-Mer aan de Middellandse Zee en in Fontainebleau aan de oevers van de Seine. Door Hardy werd hij voorgesteld aan de Duitse architect Eckart Muthesius, die in 1925 met de dochter van Hardy was getrouwd. Muthesius tekende in 1929 de eerste plannen voor een nieuw paleis in Indore. Het Manik Bagh werd een wit gebouw in U-vorm geïnspireerd door de art deco en Bauhaus, dat contrasteerde met het oude palais Lal Bagh, gebouwd in Rococostijl. De Maharadja hield van snelle en luxueuze auto's, bridge, cricket, de tijgerjacht en forelvissen.
Op 13 juli 1937 overleed zijn echtgenote Saniogyta Bai in Zwitserland op 21-jarige leeftijd. Yeshwant Rao Holkar II trok zich terug uit de openbaarheid. In 1939 liet hij een huis bouwen ten zuiden van Los Angeles en huwde met Margaret Lawler, die het kindermeisje van zijn dochter Usha was geweest. Zij scheidden in Reno in 1943 en de Maharadja huwde met zijn derde vrouw Euphemia Crane. Het jaar daarop werd een zoon, Richard Holkar geboren.
In 1947 was Yeshwant Rao Holkar II gedwongen het verdrag te tekenen dat zijn koninkrijk deed opgaan in de staat India. Zijn gezondheid ging achteruit en in december 1961 stierf hij aan een kanker in een ziekenhuis in Bombay (Mumbai).